# Comando interforze delle Forze Armate dell'Ucraina
Il Comando interforze delle Forze Armate dell'Ucraina (in ucraino Командування об'єднаних сил Збройних Сил України?, Komanduvannja ob"jednanych syl Zbrojnych Syl Ukraїny, unità militare A0135) è un organismo dello stato maggiore delle Forze armate ucraine, creato nel 2020 con il compito di pianificare e coordinare le operazioni militari combinate in Ucraina.

## Storia
La costituzione del Comando interforze è stata prevista il 10 dicembre 2019 dal decreto № 624 del Ministero della difesa ucraino con l'obiettivo di migliorare la gestione delle Forze armate dell'Ucraina, creando un ente centralizzato per la pianificazione e l'impiego delle unità militari appartenenti a tutte le forze armate. Il 5 febbraio 2020 l'unità è stata effettivamente formata, e il 27 marzo assegnata al comando del tenente generale Serhij Najev. Fra il 22 e il 25 settembre 2020 il Comando interforze ha condotto le esercitazioni strategiche e organizzative "Joint-Efforts 2020", coinvolgendo circa 12.000 uomini e 700 mezzi da combattimento provenienti da oltre 100 diverse unità militari, collaborando con circa 200 istruttori, consiglieri militari e osservatori stranieri provenienti dai paesi della NATO.

## Simboli
Lo stemma dell'unità raffigura un pernach e due sciabole dorate incrociate, a rappresentare rispettivamente l'amministrazione militare e le unità combattenti. Il fondo è diviso in tre sezioni di verde, nero e blu, a simboleggiare la specificità della gestione di tutti i tipi di forze armate.

## Comandanti
- Tenente generale Serhij Najev (27 marzo 2020 - 11 febbraio 2024)[4]
- Tenente generale Jurij Sodol' (11 febbraio 2024 - 24 giugno 2024)[5]
- Maggior generale Andrij Hnatov (24 giugno 2024 - 26 febbraio 2025)[6]
- Maggior generale Mychajlo Drapatyj (3 giugno 2025 - in carica)[7]